# Морфологічна кореляція
Морфологічна кореляція (рос. морфологическая корреляция, англ. landforms correlation; нім. morphologische Korrelation f) — співвідношення форм рельєфу, при якому одні форми виникають в результаті руйнування інших. Наприклад, співвідношення передгірного шлейфу і гірської країни, за рахунок руйнування якої він виник.